# Canton de Saint-Affrique
Pour les articles homonymes, voir Affrique.
Le canton de Saint-Affrique est une circonscription électorale française située dans le département de l'Aveyron.
À la suite du redécoupage cantonal de 2014, la composition du canton reste inchangée.

## Histoire
Le canton de Saint-Affrique n'a pas été modifié par la réforme territoriale de 2014 ; c'est un des deux seuls cantons du département à garder le même nom et la même composition,.

## Géographie
Ce canton est organisé autour de Saint-Affrique dans l'arrondissement de Millau. Son altitude varie de 234 m (Saint-Izaire) à 862 m (La Bastide-Pradines) pour une altitude moyenne de 375 m.

## Représentation

### Conseillers généraux de 1833 à 2015
| Période | Période          | Identité                                  | Étiquette              | Qualité |
| ------- | ---------------- | ----------------------------------------- | ---------------------- | --- |
| 1833    | 1842 (décès)     | Alexandre Hippolyte Augustin Barascud     |                        | Propriétaire à Tiergues, maire de Saint-Affrique (1830-1835)                                                                               |
| 1842    | 1848             | Jean-Pierre Mathieu Marcel Gaëtan Guiraud |                        | Juge d'instruction à Saint-Affrique, conseiller d'arrondissement                                                                           |
| 1848    | 1866             | Pierre-Marie de Courtois                  | Majorité ministérielle | Militaire - Député (1846-1848) Propriétaire, maire de Vabres (1857-1869)                                                                   |
| 1866    | 1889             | Hippolyte Barascud                        | Droite                 | Avocat et agriculteur Maire de Saint-Affrique (1866-1881 et 1884-1888) Député (1871-1881 et 1885-1893)                                     |
| 1889    | 1907             | Charles Blancard                          | Rad.                   | Médecin Maire de Saint-Affrique (1900-1904)                                                                                                |
| 1907    | 1913             | Emmanuel Alauzet                          | Rad.                   | Pharmacien de première classe Maire de Saint-Affrique (1919-1925)                                                                          |
| 1913    | 1919             | Emile Trémolet                            | Rad.                   | Maire de Saint-Affrique (1904-1919) |
| 1919    | 1931             | Alfred Reynès                             | URD                    | Avocat Maire de Saint-Affrique (1925-1929)                                                                                                 |
| 1931    | 1940             | Joseph-Étienne Nicolas                    | Rad.                   | Médecin Adjoint au Maire de Saint-Affrique                                                                                                 |
|         |                  |                                           |                        | |
| 1943    | 1945             | Joseph Redon                              | Droite                 | Conseiller d'arrondissement, maire de Saint-Affrique Nommé conseiller départemental en 1943                                                |
|         |                  |                                           |                        | |
| 1945    | 1949             | Max Briançon (1900-1987)                  | SFIO                   | Industriel à Saint-Affrique |
| 1949    | 1979 (décès)     | Lucien Galtier                            | RPF puis CNIP          | Docteur-vétérinaire Maire de Saint-Affrique (1977-1979), décédé dans un accident de chasse                                                 |
| 1980    | 1998             | Paul Roques (1935-2016)                   | UDF puis DVD           | Géomètre Maire de Saint-Affrique (1980-1989)                                                                                               |
| 1998    | 2001 (démission) | Alain Fauconnier                          | PS                     | Conseiller principal d'éducation Maire de Saint-Affrique depuis 2001 Sénateur (2008-2014)                                                  |
| 2001    | 2015             | Jean-Luc Malet                            | PS                     | Agent EDF Ancien Adjoint au maire de Saint-Affrique, à la suite de sa démission dans l'affaire qui l'a condamné au tribunal correctionnel. |

#### Résultats électoraux détaillés
- Élections cantonales de 2004 : Jean-Luc Malet (PS) est élu au second tour avec 63,9 % des suffrages exprimés, devant Josiane Gineste (UMP) (36,1 %). Le taux de participation est de 77,7 % (7 214 votants sur 9 284 inscrits)[10].
- Élections cantonales de 2011 : Jean-Luc Malet (PS) est élu au second tour avec 62,25 % des suffrages exprimés, devant Sébastien David (Divers droite) (37,75 %). Le taux de participation est de 61,69 % (5 885 votants sur 9 540 inscrits)[11].

### Conseillers d'arrondissement (de 1833 à 1940)
Le canton de Saint-Affrique avait deux conseillers d'arrondissement (sauf de 1928 à 1934).
Il appartenait à l'arrondissement de Saint-Affrique jusqu'à sa disparition en 1926.
| Période                                  | Période      | Identité                                              | Étiquette   | Qualité |
| ---------------------------------------- | ------------ | ----------------------------------------------------- | ----------- | --- |
| 1833                                     | 1839         | M. Barascud                                           |             | Avocat à Saint-Affrique                                                                                     |
| 1833                                     | 1842         | Jean Pierre Mathieu Marcel Gaëtan Guiraud (1796-1873) |             | Juge d'instruction à Saint-Affrique                                                                         |
| 1839                                     | 1848         | Jean Desmazés                                         |             | Avocat, maire de Saint-Affrique (1835-1848)                                                                 |
| 1842                                     | 1862 (décès) | Marie-Joseph Leron (1782-1862)                        |             | Avocat, propriétaire à Saint-Affrique                                                                       |
| 1848                                     | 1852         | Maurice Broussou (1781-1853)                          |             | Négociant, maire de Saint-Affrique (1848-1850)                                                              |
| 1852                                     | 1871         | M. Cabanes                                            |             | Médecin à Saint-Affrique                                                                                    |
| 1862                                     | 1871         | Calixte Fabre (1787-1868)                             |             | Géomètre expert, maire de Saint-Affrique de 1864 à 1866                                                     |
| 1871                                     | 18..         | Maurice-Jean-Paul-Henri Fournol                       |             | Président du Tribunal de commerce, conseiller municipal de Saint-Affrique                                   |
| 1871                                     | 1877         | Edmond Carrière-Montjosieu                            |             | Ingénieur civil, propriétaire à Sylvanès, Président du Conseil d'arrondissement                             |
| 1877                                     | 1892 (décès) | Amédée Coupiac (1816-1892)                            |             | Négociant, propriétaire à Roquefort-sur-Soulzon, Président du Conseil d'arrondissement                      |
| 18..                                     | 1883         | M. Anglade                                            |             | Avocat, puis substitut du procureur à Saint-Affrique, Président du Conseil d'arrondissement                 |
| 1883                                     | 1889         | M. Singla                                             |             | Propriétaire à Saint-Affrique                                                                               |
| 1889                                     | 1890 (décès) | Eugène Laurens Abeille (1832-1890)                    | Républicain | |
| 1889                                     | 1901         | Benoit-Jean Combis                                    | Républicain | Propriétaire et cultivateur au Moulin de Lin à Saint-Affrique                                               |
| 1890                                     | 1904         | Jean Alric                                            |             | Propriétaire, maire de Tournemire de 1878 à 1904, Président du Conseil d'arrondissement                     |
| 1901                                     | 1910         | Louis Rigal                                           | Libéral     | Négociant à Roquefort-sur-Soulzon                                                                           |
| 1904                                     | 1906 (décès) | Isidore Basile Gavalda (1840-1906)                    | Libéral     | Négociant et cultivateur à Saint-Affrique                                                                   |
| 1906                                     | 1919         | Benoit-Jean Combis                                    | Radical     | Propriétaire et cultivateur au Moulin de Lin à Saint-Affrique                                               |
| 1910                                     | 1919         | Louis Maraval                                         | Radical     | Maire de Roquefort-sur-Soulzon de 1906 à 1919                                                               |
| 1919                                     | 1928         | Théophile Cœurveillé                                  | Libéral     | Adjoint au maire de Saint-Affrique                                                                          |
| 1919                                     | 1928         | Pierre Pailhès                                        | Libéral     | Propriétaire à Saint-Rome-de-Cernon                                                                         |
| 1928                                     | 1934         | Thomas Portalier                                      | Radical     | Adjoint au maire de Saint-Affrique                                                                          |
| 1934                                     | 1940         | Joseph Redon                                          | Droite      | Maire de Saint-Affrique                                                                                     |
| 1934                                     | 1940         | Frédéric Jules Vigouroux                              | Droite      | Négociant à Saint-Affrique                                                                                  |
| 1940                                     |              |                                                       |             | Les conseils d'arrondissement ont été suspendus par la loi du 12 octobre 1940 et n'ont jamais été réactivés |
| Les données manquantes sont à compléter. |              |                                                       |             | |

### Conseillers départementaux à partir de 2015
| Période élective | Période élective | Mandat | Mandat   | Identité        | Nuance | Nuance | Qualité |
| ---------------- | ---------------- | ------ | -------- | --------------- | ------ | ------ | --- |
| 2015             | 2021             | 2015   | 2021     | Sébastien David |        | LR     | Gérant de PME Secrétaire départemental LR Suppléant du député Arnaud Viala, puis député (août-septembre 2021) Maire de Saint-Affrique (depuis 2020) Président de la Communauté de communes Saint Affricain, Roquefort, Sept Vallons |
| 2015             | 2021             | 2015   | 2021     | Émilie Gral     |        | LR     | Maître nageur Adjointe au maire de Saint-Affrique (depuis 2020) |
| 2021             | 2028             | 2021   | en cours | Sébastien David |        | LR     | Conseiller sortant, Président délégué chargé du numérique de l'innovation et de l'énergie |
| 2021             | 2028             | 2021   | en cours | Émilie Gral     |        | LR     | Conseillère sortante |

### Résultats détaillés

#### Élections de mars 2015
À l'issue du premier tour des élections départementales de 2015, deux binômes sont en ballottage : Sébastien David et Émilie Gral (UMP, 35,09 %) et Patrick Guenot et Marie-José Palies Negre (PS, 33,21 %). Le taux de participation est de 62,1 % (5 908 votants sur 9 513 inscrits) contre 59,71 % au niveau départemental et 50,17 % au niveau national.
Au second tour, Sébastien David (UMP) et Émilie Gral (DVD) sont élus avec 51,91 % des suffrages exprimés et un taux de participation de 64,35 % (2 878 voix pour 6 121 votants et 9 512 inscrits). Emilie Gral devient la benjamine de l'Assemblée Départementale.

#### Élections de juin 2021
Le premier tour des élections départementales de 2021 est marqué par un très faible taux de participation (33,26 % au niveau national). Dans le canton de Saint-Affrique, ce taux de participation est de 45,91 % (4 319 votants sur 9 407 inscrits) contre 43,28 % au niveau départemental. À l'issue de ce premier tour, deux binômes sont en ballottage : Sébastien David et Emilie Gral (Union à droite, 54,27 %) et Anne Ambrozelli et Clément Carles (DVG, 35,61 %).
Le second tour des élections est marqué une nouvelle fois par une abstention massive équivalente au premier tour. Les taux de participation sont de 34,3 % au niveau national, 39,56 % dans le département et 47,38 % dans le canton de Saint-Affrique. Sébastien David et Emilie Gral (Union à droite) sont élus avec 55,74 % des suffrages exprimés (2 334 voix pour 4 457 votants et 9 406 inscrits),,. 

## Composition
Le canton de Saint-Affrique est composé des onze communes suivantes :
| Nom                                    | Code Insee | Intercommunalité                            | Superficie (km2) | Population (dernière pop. légale) | Densité (hab./km2) | Modifier                                    |
| -------------------------------------- | ---------- | ------------------------------------------- | ---------------- | --------------------------------- | ------------------ | ------------------------------------------- |
| Saint-Affrique (bureau centralisateur) | 12208      | CC Saint Affricain, Roquefort, Sept Vallons | 110,96           | 7 924 (2022)                      | 71                 | modifier les données · modifier les données |
| La Bastide-Pradines                    | 12022      | CC Larzac et Vallées                        | 20,56            | 120 (2022)                        | 5,8                | modifier les données · modifier les données |
| Calmels-et-le-Viala                    | 12042      | CC Saint Affricain, Roquefort, Sept Vallons | 23,20            | 186 (2022)                        | 8,0                | modifier les données · modifier les données |
| Roquefort-sur-Soulzon                  | 12203      | CC Saint Affricain, Roquefort, Sept Vallons | 17,03            | 502 (2022)                        | 29                 | modifier les données · modifier les données |
| Saint-Félix-de-Sorgues                 | 12222      | CC Saint Affricain, Roquefort, Sept Vallons | 31,00            | 193 (2022)                        | 6,2                | modifier les données · modifier les données |
| Saint-Izaire                           | 12228      | CC Saint Affricain, Roquefort, Sept Vallons | 34,48            | 318 (2022)                        | 9,2                | modifier les données · modifier les données |
| Saint-Jean-d'Alcapiès                  | 12229      | CC Saint Affricain, Roquefort, Sept Vallons | 8,62             | 223 (2022)                        | 26                 | modifier les données · modifier les données |
| Saint-Rome-de-Cernon                   | 12243      | CC Saint Affricain, Roquefort, Sept Vallons | 37,88            | 961 (2022)                        | 25                 | modifier les données · modifier les données |
| Tournemire                             | 12282      | CC Saint Affricain, Roquefort, Sept Vallons | 8,91             | 420 (2022)                        | 47                 | modifier les données · modifier les données |
| Vabres-l'Abbaye                        | 12286      | CC Saint Affricain, Roquefort, Sept Vallons | 41,36            | 1 209 (2022)                      | 29                 | modifier les données · modifier les données |
| Versols-et-Lapeyre                     | 12292      | CC Saint Affricain, Roquefort, Sept Vallons | 27,95            | 419 (2022)                        | 15                 | modifier les données · modifier les données |
| Canton de Saint-Affrique               | 1219       |                                             | 361,95           | 12 475 (2022)                     | 34                 | modifier les données                        |

## Démographie

### Évolution démographique avant 2015
| 1962   | 1968   | 1975   | 1982   | 1990   | 1999   | 2006   | 2011   | 2012   |
| ------ | ------ | ------ | ------ | ------ | ------ | ------ | ------ | ------ |
| 12 683 | 12 767 | 12 613 | 12 833 | 12 322 | 11 815 | 12 561 | 12 782 | 12 797 |

### Évolution démographique depuis 2015
En 2022, le canton comptait 12 475 habitants, en évolution de −2,2 % par rapport à 2016 (Aveyron : +0,37 %, France hors Mayotte : +2,11 %).
| 2013   | 2018   | 2022   |
| ------ | ------ | ------ |
| 12 826 | 12 644 | 12 475 |

### Âge de la population
La pyramide des âges, à savoir la répartition par sexe et âge de la population, du canton de Saint-Affrique en 2009 ainsi que, comparativement, celle du département de l'Aveyron la même année sont représentées avec les graphiques ci-dessous.
La population du canton comporte 48,6 % d'hommes et 51,4 % de femmes. Elle présente en 2009 une structure par grands groupes d'âge plus âgée que celle de la France métropolitaine. 
Il existe en effet 73 jeunes de moins de 20 ans pour cent personnes de plus de 60 ans, alors que pour la France l'indice de jeunesse, qui est égal à la division de la part des moins de 20 ans par la part des plus de 60 ans, est de 1,06. L'indice de jeunesse du canton est par contre supérieur à celui  du département (0,67) et inférieur à celui de la région (0,89).
| Hommes | Classe d’âge | Femmes |
| ------ | ------------ | ------ |
| 0,6    | 90 ans ou +  | 2,0    |
| 10,4   | 75 à 89 ans  | 13,8   |
| 16,2   | 60 à 74 ans  | 16,8   |
| 20,2   | 45 à 59 ans  | 19,0   |
| 19,9   | 30 à 44 ans  | 18,1   |
| 16,8   | 15 à 29 ans  | 15,4   |
| 15,9   | 0 à 14 ans   | 14,9   |

| Hommes | Classe d’âge | Femmes |
| ------ | ------------ | ------ |
| 0,6    | 90 ans ou +  | 1,7    |
| 10,2   | 75 à 89 ans  | 14,2   |
| 16,9   | 60 à 74 ans  | 17,5   |
| 21,6   | 45 à 59 ans  | 20,3   |
| 18,9   | 30 à 44 ans  | 17,8   |
| 15,1   | 15 à 29 ans  | 13,4   |
| 16,7   | 0 à 14 ans   | 15,1   |